# Wolf Creek (serial)
Wolf Creek este un serial TV/web australian de groază care a avut premiera pe canalul Stan. Seria este un spin-off al filmelor Wolf Creek și Wolf Creek 2. John Jarratt, care a interpretat rolul antagonistului Mick Taylor în cele două filme,  a reprimit acest rol în serial.
Primul sezon Wolf Creek este format din șase episoade și a avut premiera la 12 mai 2016 pe canalul Stan. Prezintă aventurile Evei, o tânără turistă americană de 19 ani, care (împreună cu familia ei) este ținta ucigașului în serie Mick Taylor. Dar Eva supraviețuiește și începe o misiune de căutare a lui Mike prin Australia pentru a-și răzbuna familia ucisă. Serialul a fost reînnoit cu un al doilea sezon (format tot din șase episoade) în februarie 2017. Sezonul al II-lea a avut premiera la 15 decembrie  2017. Principalul subiect al sezonului al II-lea este întâlnirea lui Mike Taylor cu un grup întreg de turiști internaționali.

## Episoade

### Sezonul I (2016)
| Nr. în serial | Nr. în sezon | Titlu        | Regizat de  | Scris de         | Data lansării |
| ------------- | ------------ | ------------ | ----------- | ---------------- | ------------- |
| 1             | 1            | „Billabong”  | Tony Tilse  | Peter Gawler     | 12 mai 2016   |
| 2             | 2            | „Kutyukutyu” | Tony Tilse  | Felicity Packard | 12 mai 2016   |
| 3             | 3            | „Salt Lake”  | Tony Tilse  | Peter Gawler     | 12 mai 2016   |
| 4             | 4            | „Opalville”  | Tony Tilse  | Felicity Packard | 12 mai 2016   |
| 5             | 5            | „Rome”       | Tony Tilse  | Peter Gawler     | 12 mai 2016   |
| 6             | 6            | „Wolf Creek” | Greg McLean | Felicity Packard | 12 mai 2016   |

### Sezonul al II-lea (2017)
| Nr. în serial | Nr. în sezon | Titlu     | Regizat de         | Scris de                   | Data lansării     |
| ------------- | ------------ | --------- | ------------------ | -------------------------- | ----------------- |
| 7             | 1            | „Journey” | Greg McLean        | Nick Parsons               | 15 decembrie 2017 |
| 8             | 2            | „Outback” | Greg McLean        | Shanti Gudgeon             | 15 decembrie 2017 |
| 9             | 3            | „Chase”   | Kieran Darcy-Smith | Nick Parsons               | 15 decembrie 2017 |
| 10            | 4            | „Singing” | Kieran Darcy-Smith | Mark Dapin & Greg Haddrick | 15 decembrie 2017 |
| 11            | 5            | „Shelter” | Geoff Bennett      | Shanti Gudgeon             | 15 decembrie 2017 |
| 12            | 6            | „Return”  | Geoff Bennett      | Mark Dapin & Greg Haddrick | 15 decembrie 2017 |

## Distribuție

### Sezonul I

#### Roluri principale
- Lucy Fry - Eve Thorogood[6]
- Dustin Clare - Sullivan Hill[6]
- John Jarratt - Mick Taylor[6][5]

#### Roluri secundare
- Deborah Mailman - Bernadette O'Dell[6]
- Maya Stange - Ingrid Thorogood[6]
- Damian De Montemas - Inspector Darwin[6]
- Miranda Tapsell - Fatima Johnson[6]
- Robert Taylor - Roland Thorogood[6]
- Matt Levett - Kevin Small[6]
- Richard Cawthorne - Kane Jurkewitz[6]
- Rachel House - Ruth Ngata[6]
- Jessica Tovey - Kirsty Hill[6]
- Eddie Baroo - Ginger Jurkewitz[6]
- Alicia Gardiner - Janine Howard[6]
- Fletcher Humphrys - Jesus (Ben Mitchell)[6]
- Liana Cornell - Ann-Marie [6]

### Sezonul al II-lea

#### Roluri principale
- Tess Haubrich - Rebecca[5]
- Matt Day - Brian[5]
- John Jarratt - Mick Taylor[6][5]

#### Roluri secundare
- Felicity Price - Nina
- Julian Pulvermacher - Oskar
- Jason Chong - Steve
- Adam Fiorentino - Johnny
- Charlie Clausen - Danny[4]
- Christopher Kirby - Bruce
- Laura Wheelwright - Kelly[5]
- Elsa Cocquerel - Michelle
- Josephine Langford - Emma
- Elijah Williams - Wade
- Ben Oxenbould - Davo[5]
- Stephen Hunter - Richie[5]
- Chris Haywood - Tom[5]

## Primire
Premii și nominalizări
| An   | Premiu                   | Categorie                         | Nominalizare  | Rezultat     | Ref.  |
| ---- | ------------------------ | --------------------------------- | ------------- | ------------ | ----- |
| 2016 | AACTA Awards             | Best Cinematography in Television | Geoffrey Hall | Câștigat     | [ 7 ] |
| 2017 | Fangoria Chainsaw Awards | Best TV Actress                   | Lucy Fry      | Nominalizare | [ 8 ] |

## Legături externe
- Wolf Creek la Internet Movie Database
- Wolf Creek la cinemagia.ro